# Favonigobius
Favonigobius és un gènere de peixos de la família dels gòbids i de l'ordre dels perciformes.

## Taxonomia
- Favonigobius aliciae (Herre, 1936)
- Favonigobius exquisitus (Whitley, 1950)
- Favonigobius gymnauchen (Bleeker, 1860)
- Favonigobius lateralis (Macleay, 1881)
- Favonigobius lentiginosus (Richardson, 1844)
- Favonigobius melanobranchus (Fowler, 1934)[2]
- Favonigobius opalescens (Herre, 1936)
- Favonigobius punctatus (Gill & Miller, 1990)[3]
- Favonigobius reichei (Bleeker, 1853)[4][5][6][7][8][9]